# ويكيبيديا البانيوماسانية
ويكيبيديا البانيوماسانية (البانيوماسانية:Wikipedia basa Banyumasan) هي النسخة البانيوماسانية من موسوعة ويكيبيديا.

## الإحصائيات
| عدد المستخدمين المسجلين | عدد المستخدمين النشيطين | عدد المقالات | صفحات المحتوى | عدد التعديلات | عدد الملفات المرفوعة | عدد الإداريين |
| ----------------------- | ----------------------- | ------------ | ------------- | ------------- | -------------------- | ------------- |
| 18٬603                  | 25                      | 13٬929       | 30٬415        | 221٬099       | 452                  | 1             |